# Đường phố Paris
Theo thống kê, vào năm 1997, thành phố Paris có tất cả 6.088 đường, phố, đại lộ gồm cả công cộng và tư nhân. Trong tiếng Pháp, đường phố nói chung được chia thành nhiều loại: rue, avenue, boulevard, allée, passage, impasse... Với một tên địa danh, ở Paris có thể tồn tại cả rue, avenue, boulevard, passage... và có thể thêm cả quảng trường (place), cửa ô (porte). Ví dụ tên Clichy được đặt cho: 
- Avenue de Clichy
- Boulevard de Clichy
- Place de Clichy
- Porte de Clichy
- Rue de Clichy
- Passage de Clichy

Điểm phân biệt chính giữa phố (rue) với đại lộ (avenues và boulevard) là phố không có cây. Tuy ngoại lệ, ở vành đai các quận phía ngoài, một số phố có cây hai bên đường: rue Ordener, rue des Pyrénées, rue de Tolbiac, rue d'Alésia và rue de la Convention. Ngược lại, avenue de l'Opéra không được trồng cây để không che tầm nhìn tới nhà hát Opéra Garnier
Trong các khu biệt thự, về nguyên tắc là các đường tư nhân.

## Thống kê

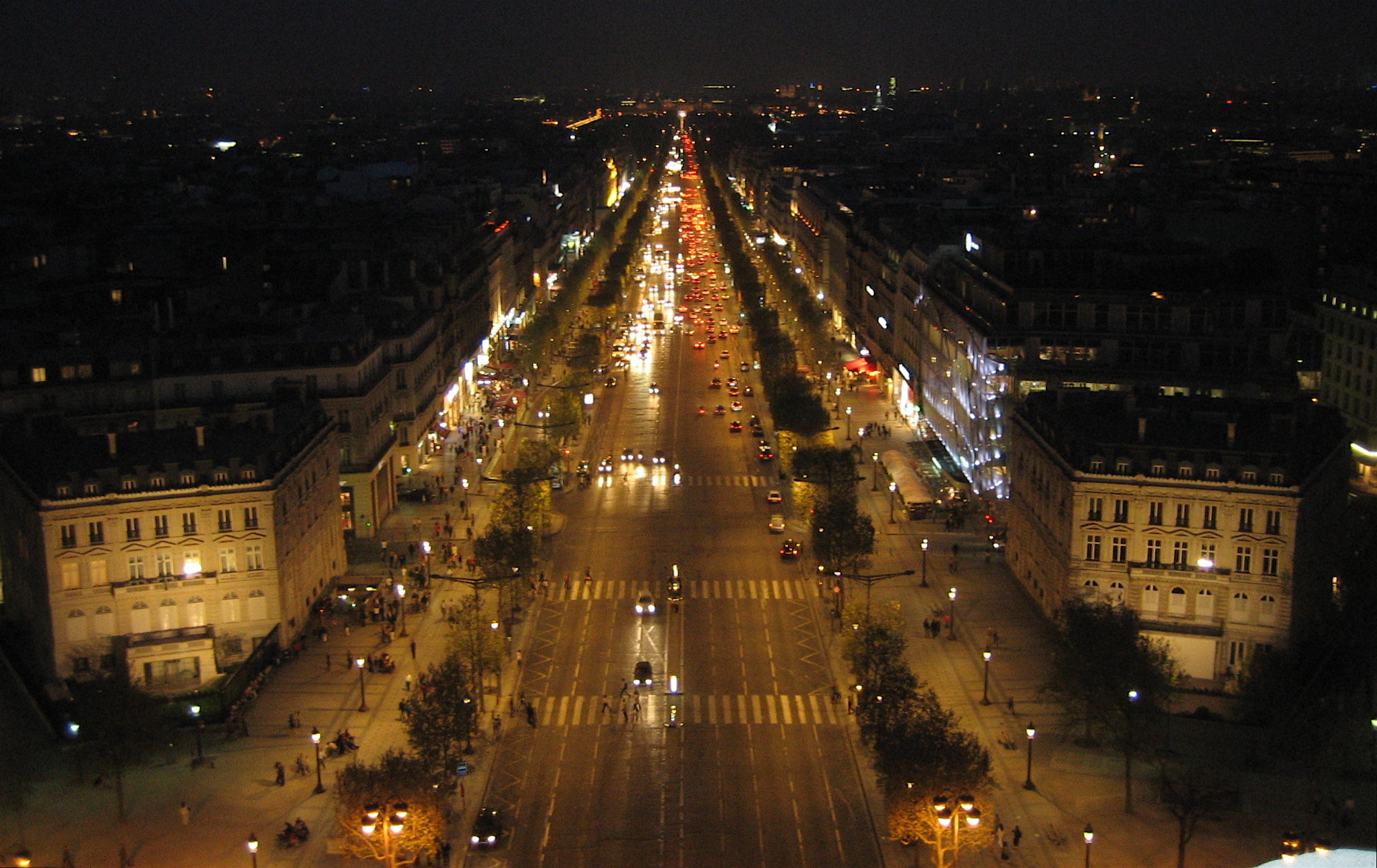
Đại lộ Champs-Élysées

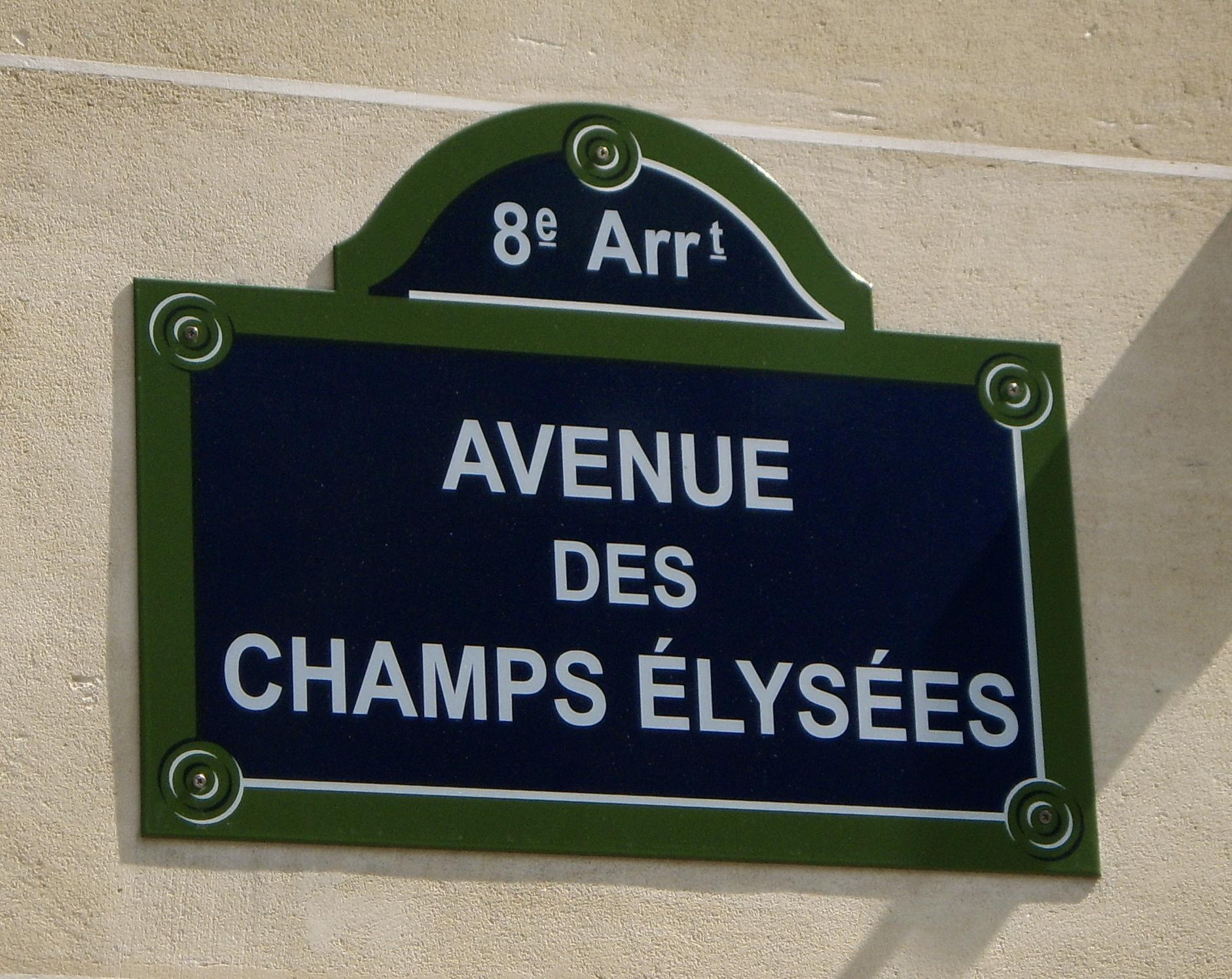
Biển tên phố dặc trưng của Paris

Nguồn: Trang chính thức của thành phố Lưu trữ ngày 26 tháng 10 năm 2005 tại Wayback Machine
Đường phố công cộng

Không tính các con đường trong rừng.
- Số lượng: 5.971
- Tổng chiều dài: khoảng 1.700 km
- Tổng diện tích: khoảng 26.500.000 m², tức chiếm 25% diện tích không gian Paris

Đường công cộng và tư nhân mở cho giao thông
- Số lượng: 5.094, không tính các con đường trong rừng, đường vanh đai và đường tốc hành
- Tổng chiều dài: khoảng 1.601 km, tính cả đường trong rừng
- Tổng chiều dài mặt đường: 1.459 km, không tính các con đường trong rừng, đường vanh đai
- Tổng chiều dài vỉa hè: 2.918 km
- Tổng diện tích: khoảng 24.880.000 m²:

- Mặt đường: 13.500.000 m²
- Vỉa hè: 10.000.000 m²
- Đại lộ vành đai: 1.380.000 m²
Đường tư nhân đóng không cho giao thông
- Số lượng: 706

Đường tư nhân mở cho giao thông
- Số lượng: 189
- Tổng chiều dài: khoảng 17,0 km
- Tổng diện tích: khoảng 130.150 m2

Đường công cộng cho người đi bộ hoặc hạn chế giao thông
- Số lượng: 382
- Tổng chiều dài: khoảng 42,5 km
- Tổng diện tích: khoảng 302.800 m2

Giao lộ và quảng trường
- Số lượng các giao lộ: 10.750
- Số lượng quảng trường: 479
- Số lượng các giao lộ là quảng trường: 1.558

So sánh với các diện tích khác
- Tổng diện tích Paris: 10.539,7 ha gồm cả sông Seine và rừng
- Diện tích trừ hai rừng Boulogne và Vincennes: 8.692,8 ha
- Diện tích rừng:

- Boulogne: 852,2 ha
- Vincennes: 994,7 ha
- Diện tích sông Seine trong Paris: 63 ha
- Diện tích vùng Ile-de-France: 1.200.000 ha
- Diện tích Lãnh thổ chính quốc Pháp: 543.965 km2, tức 54.396.500 ha

## Một số đường phố đặc biệt

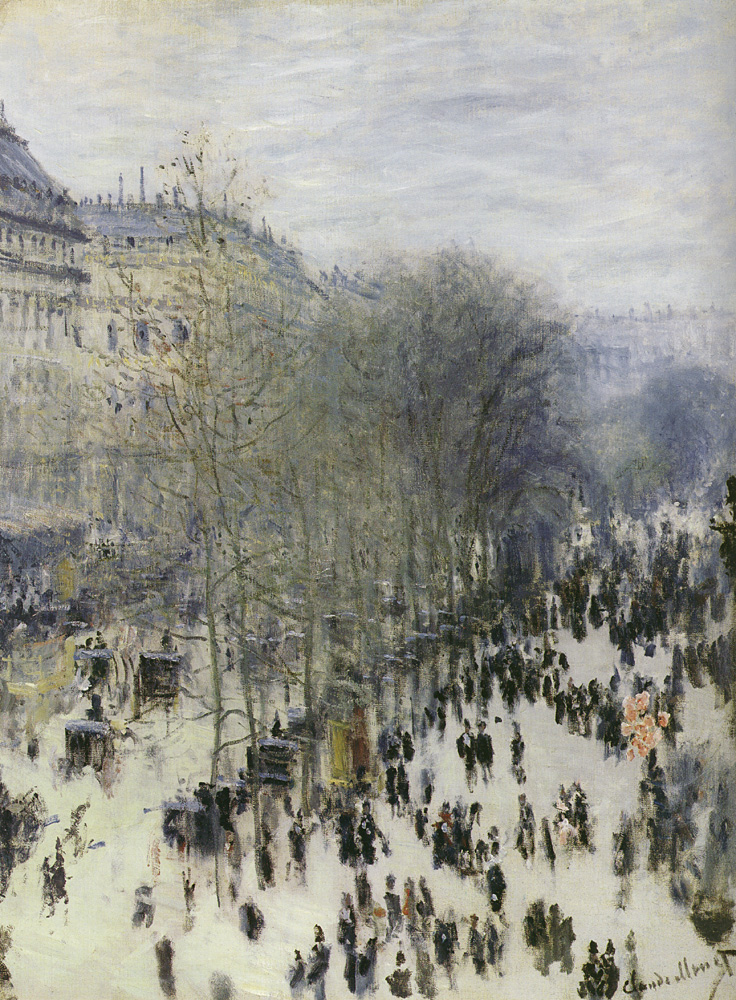
Đại lộ Capucines, tranh Claude Monet

Nguồn: Trang chính thức của thành phố Lưu trữ ngày 14 tháng 2 năm 2007 tại Wayback Machine
- Đại lộ rộng nhất Paris là đại lộ Foch quận 16: rộng 120 m.
- Đại lộ ngắn nhất Paris là đại lộ Constant Coquelin Quận 7: dài 98 m.
- Phố dài nhất Paris là phố Vaugirard Quận 6 và 15: dài 4.360 m.
- Phố ngắn nhất Paris là phố Degrés Quận 2: dài 5,75 m.
- Phố hẹp nhất Paris là phố Chat-qui-Pêche Quận 5, chỗ hẹp nhất là 1,80 m.

Một vài nguồn cho rằng hẻm Merisiers Quận 12 hẹp dưới 1 mét và lối đi Duée Quận 20 rộng 80 cm, nhưng ngày nay đoạn bên phải đã bị chặn bởi hàng dậu.
- Cố độ dốc nhất là phố Gasnier-Guy Quận 20: 17 độ.
- Điểm cao nhất là số 40 phố Télégraphe Quận 20: 128,45 m.
- Điểm thấp nhất tại góc các phố Leblanc và Saint-Charles Quận 15: 30,5 m.

## Một vài đường phố
- Đại lộ Champs-Élysées
- Đại lộ Montaigne
- Phố Mouffetard
- Đại lộ Opéra
- Phố Rivoli
- Đại lộ Saint-Michel
- Đại lộ Sébastopol
- Đại lộ Saint-Germain
- Đại lộ Clichy
- Đại lộ Raspail
- Phố Faubourg-Saint-Honoré
- Đại lộ Haussmann
- Đại lộ Choisy
- Đại lộ Ivry
- Đại lộ Masséna
- Đại lộ Grande-Armée
- Đại lộ Kléber